# Scott 2
Scott 2 je druhé sólové studiové album amerického zpěváka Scotta Walkera. Vydáno bylo v březnu 1968 společností Philips Records a produkoval jej Johnny Franz, který s Walkerem spolupracoval i na dalších albech. Deska se umístila na první příčce Britské albové hitparády. Kromě autorských písní obsahuje coververze například od Jacquese Brela a Tima Hardina.

## Seznam skladeb
1. Jackie – 3:23
2. Best of Both Worlds – 3:14
3. Black Sheep Boy – 2:39
4. The Amorous Humphrey Plugg – 4:31
5. Next – 2:50
6. The Girls from the Streets – 4:11
7. Plastic Palace People – 6:06
8. Wait Until Dark – 2:59
9. The Girls and the Dogs – 3:10
10. Windows of the World – 4:25
11. The Bridge – 2:50
12. Come Next Spring – 3:24